# 市長のパラドックス
市長のパラドックス（しちょうのパラドックス）とは、ラッセルのパラドックスを一般の人にもわかりやすくしたパラドックスの一つ。

## 概要
このパラドックスは、次のようなものである。
「自分が市長をしている市に住んでいない市長を『不在市長』と呼ぶことにする。不在市長が集まってひとつの市『不在市長市』を作ることになった。その市には不在市長のみが住み、しかもすべての不在市長が住む。このとき、不在市長市の市長（便宜上Aとする）はどこに住めばよいか。」
- Aが不在市長市に住むと、Aは自らが市長をしている市に住むこととなり、不在市長ではなくなるため、「不在市長市は不在市長のみが住む」という規定に矛盾してしまう。
- Aが不在市長市以外の市に住むと、Aは自らが市長をしている市には住んでないため、不在市長となるが、「不在市長市にはすべての不在市長が住む」という規定に矛盾してしまう。

したがって、Aがどこに住もうと矛盾してしまうことになる。

## その他のパラドックス
このほかにも、床屋のパラドックスもラッセルのパラドックスの普及版の一つとして有名である。